# Prefectura de Carabineros de Punta Arenas
La Prefectura de Carabineros de Punta Arenas era un monumento histórico localizado en la ciudad homónima, Región de Magallanes y de la Antártica Chilena, Chile. Su data de diseño se remonta a 1899, cuando el arquitecto Antonio Allende lo presenta al consejo de la ciudad; su construcción se remonta al período comprendido entre 1904 y 1906 aproximadamente.
Pertenece al conjunto de monumentos nacionales de Chile desde el año 2009 en virtud del Decreto 409 del 28 de octubre del mismo año; se encuentra en la categoría «Monumentos Históricos».

## Historia
La superficie protegida considera un polígono aproximado de 1850,28m², con una construcción en dos niveles de 2339,22m² destinada a servir de equipamiento fiscal con destino penitenciario o judicial.
El principal material utilizado para su construcción fue el ladrillo, con albañilería de 60 cm. Las fachadas son de estilo arquitectónico neoclásico, al igual que el edificio de la Dirección Regional de Gendarmería y la ex-penitenciaría local, que también se encuentran en la calle Waldo Seguel de la comuna de Punta Arenas. Estas tres edificaciones, constituyen un registro material del crecimiento de la ciudad en la primera mitad del siglo XX y la incipiente formación de un barrio cívico con el levantamiento de edificios institucionales.